# Орси, Яманду
Яманду́ Рамо́н Антонио Орси Мартинес (исп. Yamandú Ramón Antonio Orsi Martínez; род. 13 июня 1967 года, Канелонес) — уругвайский политический и государственный деятель. С 1 марта 2025 года занимает пост президента Уругвая после победы на всеобщих выборах в 2024 году.

## Происхождение и образование
Родился 13 июня 1967 года в департаменте Канелонес. По отцовской линии имеет итальянские корни, предки иммигрировали в Уругвай в начале XIX века из Озильи (Лигурия, Италия). По материнской линии — испанского происхождения, его предки были первыми поселенцами Монтевидео с Канарских островов. Отец был сельскохозяйственным рабочим, мать — швеёй. Семья жила в сельской местности между городами Санта-Роса и Сан-Антонио и испытывала финансовые трудности: так, некоторое время они жили  без электричества. 
Родные были верующими римо-католиками, и юный Яманду был алтарником в местной часовне. В юности он также занимался народными танцами, с 15 лет участвовал в муниципальной танцевальной труппе. В 1986 году поступил на факультет международных отношений Республиканского университета, но вскоре оставил учёбу. Позже окончил Педагогический институт Артигаса в Монтевидео по специальности преподавателя истории (1991).

## Политическая деятельность
С юности был политически активен. В 1989 году участвовал в кампании за референдум об амнистии. Изначально состоял в социал-демократической организации Артигистское направление (Vertiente Artiguista). В 1990 году вступил в леворадикальное Движение народного участия (MPP), став его активным членом.
В 2004 году, всё ещё работая учителем истории в Мальдонадо, впервые баллотировался в Палату представителей как четвёртый кандидат в избирательном списке MPP по департаменту Канелонес, но не прошёл. В 2005 году стал первым заместителем интенданта Канелонеса Маркоса Карамбулы, затем занимал пост генерального секретаря администрации. В 2015 году был избран интендантом Канелонеса, набрав 37 % голосов, и переизбран в 2020 году. Его кандидатуру поддержали различные сектора Широкого фронта, такие как MPP, Vertiente Artiguista и Коммунистическая партия. 
В 2019 году возглавил кампанию кандидата в президенты от «Широкого фронта» Даниэля Мартинеса. После поражения партии на выборах стал одним из её ключевых лидеров.

## Президентство

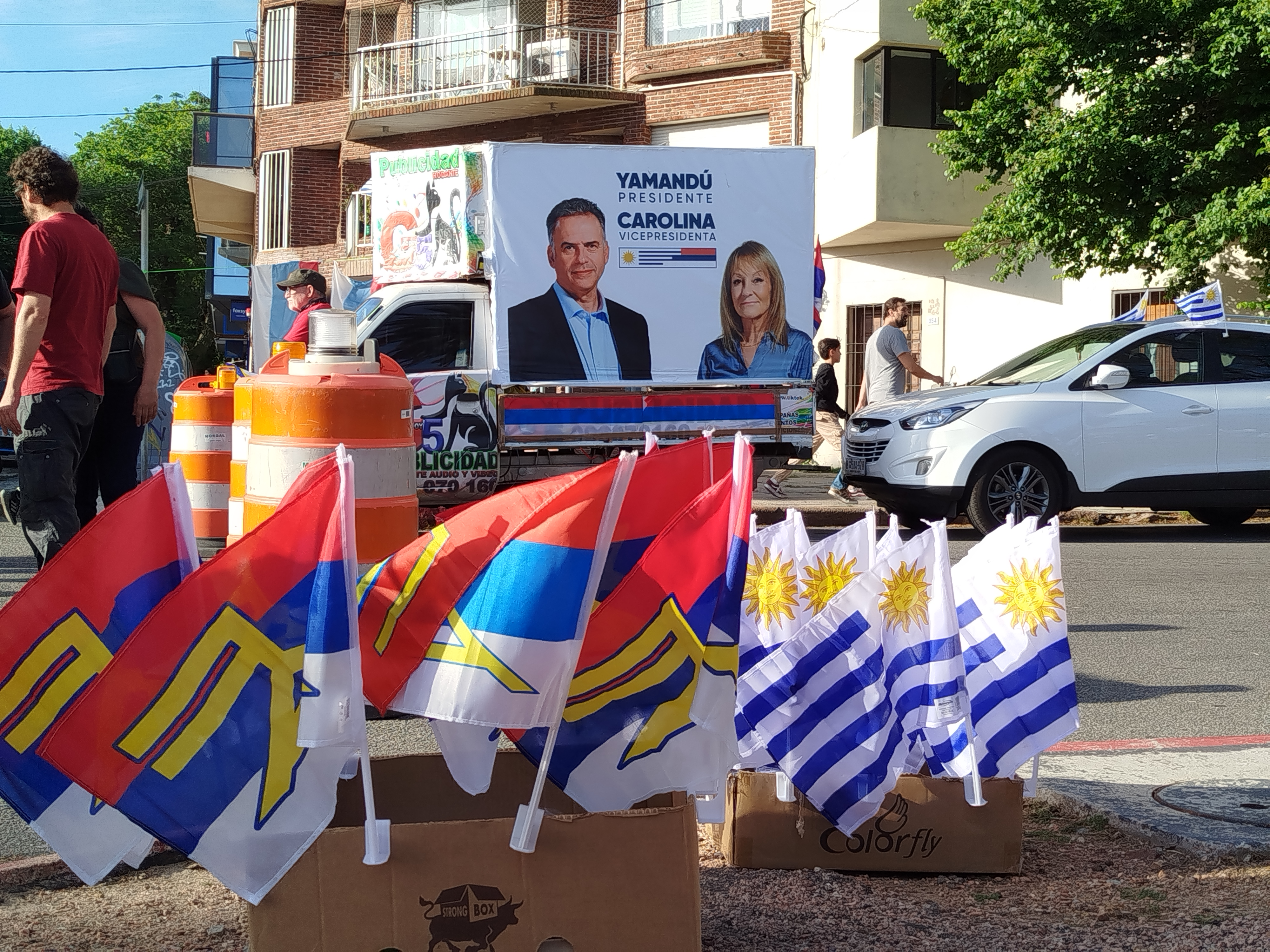
Портреты Орси и Каролины Коссе на грузовике во время своей рекламной кампании по подготовке к президентским выборам в Уругвае в 2024 году

### Президентская кампания и избрание
В марте 2023 года «MPP» официально поддержало Орси как кандидата в президенты. Поддержку ему высказал ещё ряд течений на левом крыле коалиции. В декабре 2023 года его кандидатура была выдвинута на съезде «Широкого фронта» наряду с Каролиной Коссе, Марио Бергарой и Андресом Лимой. В первом туре выборов 27 октября 2024 года он набрал, по опросам, 43,2—44 % голосов, а по результатам избиркома — 46,12%. Во втором туре 24 ноября с 52% голосов победил Альваро Дельгадо.
После победы встретился с бывшим президентом Хосе Мухикой, а затем действующим главой государства Луисом Лакалье Поу для обсуждения передачи власти. Его оперативно поздравили текущие и бывшие главы государств, в том числе Габриэль Борич, Клаудия Шейнбаум, Николас Мадуро, Кристина Фернандес де Киршнер и Маурисио Макри. В декабре 2024 года в качестве приглашенного гостя уходящего президента Лакалье Поу принял участие в саммите МЕРКОСУР, где состоялись двусторонние переговоры с лидерами стран региона.
До вступления в должность Орси начал формирование правительства. Первым назначением стал министр экономики и финансов Габриэль Оддоне. Среди других ключевых фигур — Алехандро Санчес (секретарь президента), Альфредо Фратти (министр сельского хозяйства, рекомендованный Мухикой) и Кристина Люстемберг (министр здравоохранения). 16 декабря 2024 года был представлен полный состав кабинета министров.

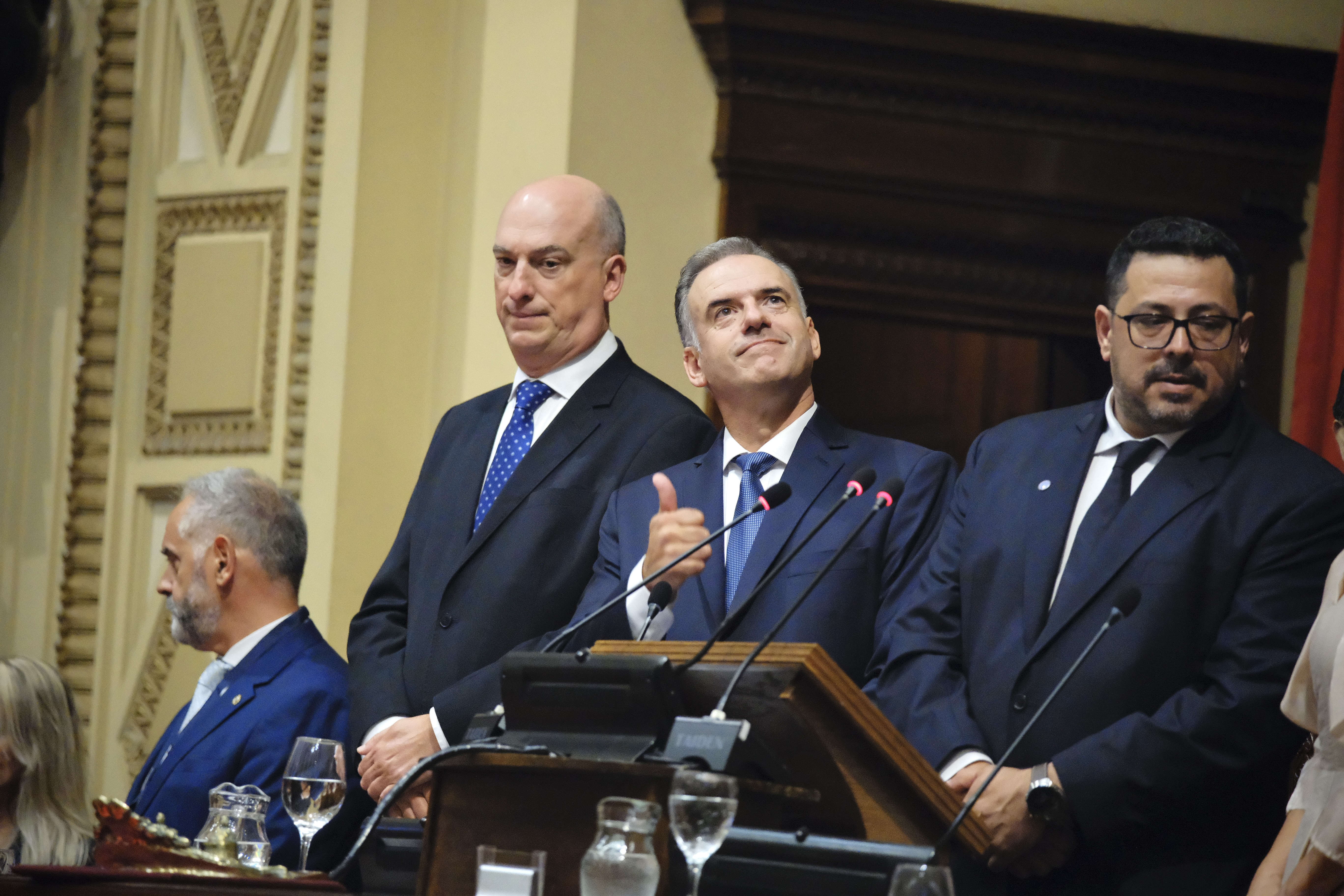
Орси во время своей инаугурации перед парламентом

2 февраля 2025 года объявил, что не будет переезжать в официальную резиденцию президента, предпочтя остаться в своём доме в Салинасе. 
Церемония вступления Яманду Орси в должность 43-го конституционного президента Уругвая состоялась 1 марта 2025 года, когда уругвайское государство отметило 40-летие непрерывного демократического правления. Гостями на инаугурации были президенты Армении (Ваагн Хачатурян), Боливии (Луис Арсе), Бразилии (Луис Инасиу Лула да Силва), Гватемалы (Бернардо Аревало), Германии (Франк-Вальтер Штайнмайер), Гондураса (Сиомара Кастро), Доминиканской Республики (Луис Абинадер), Колумбии (Густаво Петро), Панамы (Хосе Рауль Мулино), Парагвая (Сантьяго Пенья), Сахарской Арабской Демократической Республики (Брагим Гали).

## Личная жизнь
Женат на актрисе и балерине Лауре Алонсо Перес, у них двое детей — близнецы Лусия и Викторио (род. 2012). Живёт с семьёй в Салинасе. Воспитан в католической традиции, но считает себя агностиком. Является болельщиком футбольного клуба «Пеньяроль».